# Alfred Offner
Alfred Offner (ukrajinsky Альфред Оффнер) (22. září 1879 Černovice – 22. března 1947 Poběžovice) byl secesní malíř židovského původu a v letech 1907–1923 člen Vídeňské secese. Narodil se v předlitavské Bukovině v Černovicích ve smíšené rodině, kdy otec byl židovského původu. První umělecké vzdělání mu dal akademický umělec Huho Zonka (ukrajinsky Гуго Зонка), dále studoval umění na vídeňské univerzitě, kde nastoupikl přímo do 4 kurzu a pak přešel na mnichovskou univerzitu.

## Dílo
Mezi realizace paří např. alegorická triptychová výmalba schodišťové komunikace v lékařské univerzitě v Černovicích nebo skleněná mozaika Lov na medvěda v budově fakulty Historie Černovické univerzity, která je jediným místním dobovým dílem. Dále se podílel na freskách a designu interiéru tamního Německého domu. V Bukovině byl členem společnosti Gesellschaft der Kunstfreunde in Czernowitz a v období 1905–1912 i v Černovicích vystavujícím umělcem. Byl v čele První oficiální umělecké školy v Bukovině (1912). Práce na ilustracích, pohlednicích a plakátech pro Červený kříž a vídeňskou banku pokračovaly v zakázkách v podobě ztvárnění dluhopisů či upomínkových stuh s nápisem Vivat.
Podle periodika Austria Today (2/1989) požádal Offnera černovický rodák Josef Drach v roce 1922 o vytvoření návrhů pro měnu jednotné Evropy s hlavním sídlem ve Vídni. Pro měnu byly již připraveny tiskařské desky, ale k samotné realizaci nedošlo. Začátkem první světové války opouští Černovice a míří do Vídně a Berlína. Z Vídně Offner odešel roku 1927 a cestoval pak po Evropě, např. Plzeň Tábor či Krakov, který opouští 8. dubna 1937. Zde byl po dlouhou dobu poslední známý pobyt Offnera a někdy se mylně uvádí jako letopočet úmrtí. Ve skutečnosti poslední místo pobytu jsou Poběžovice (německy Ronsperg), kde mj. rekonstruoval fresky v místním kostele.

## Pobyt v Česku
Za druhé světové války se skrýval v západních Čechách na zámku v Poběžovicích u německy mluvící šlechty Coudenhove-Kalergi, kde nadále maloval obrazy. Převážně šlo o portréty šlechty a místních lidí, např. obraz Sestra Charitas v majetku Státního zámku Horšovský Týn. Na zámku v Poběžovicích pobýval sám i po státním vyvlastnění, kde také zemřel na plicní tuberkulózu. Ze záznamu z poběžovické matriky je zřejmé, že byl katolík a že byl 22. března 1947 pohřben na farním hřbitově sv. Josefa v Poběžovicích.

galerie prací
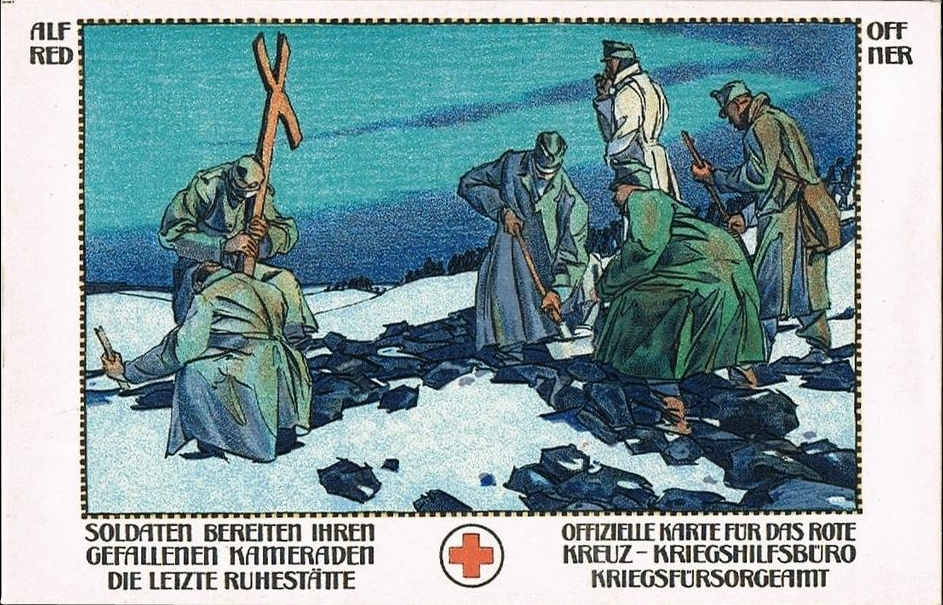
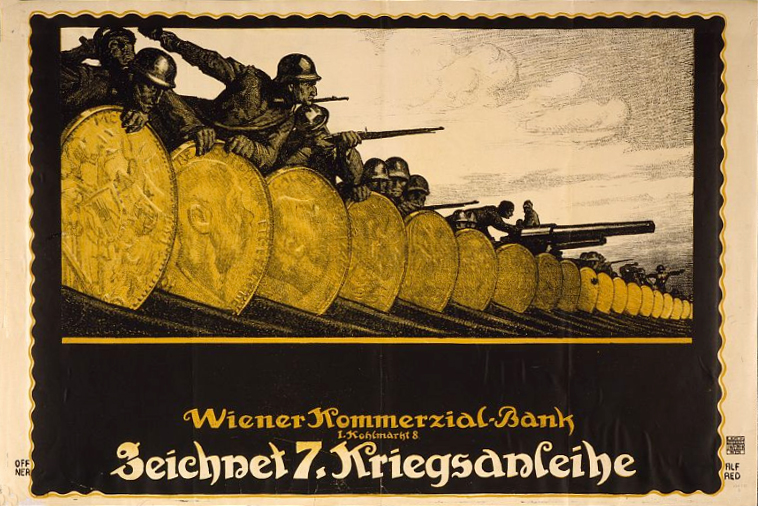
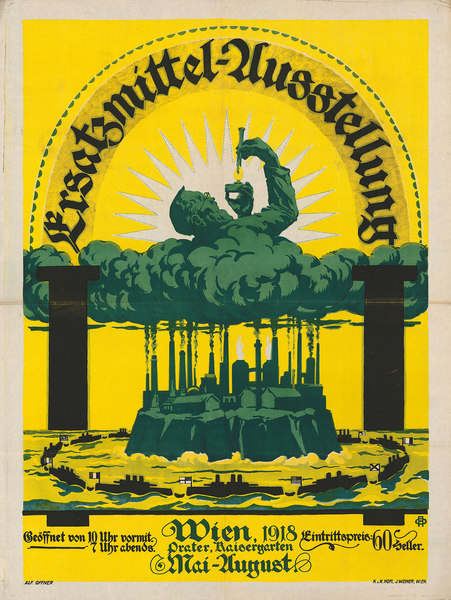
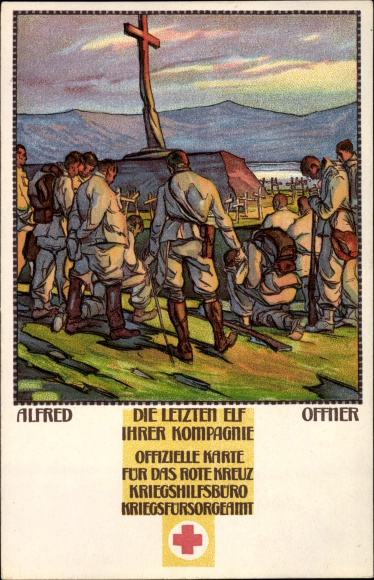
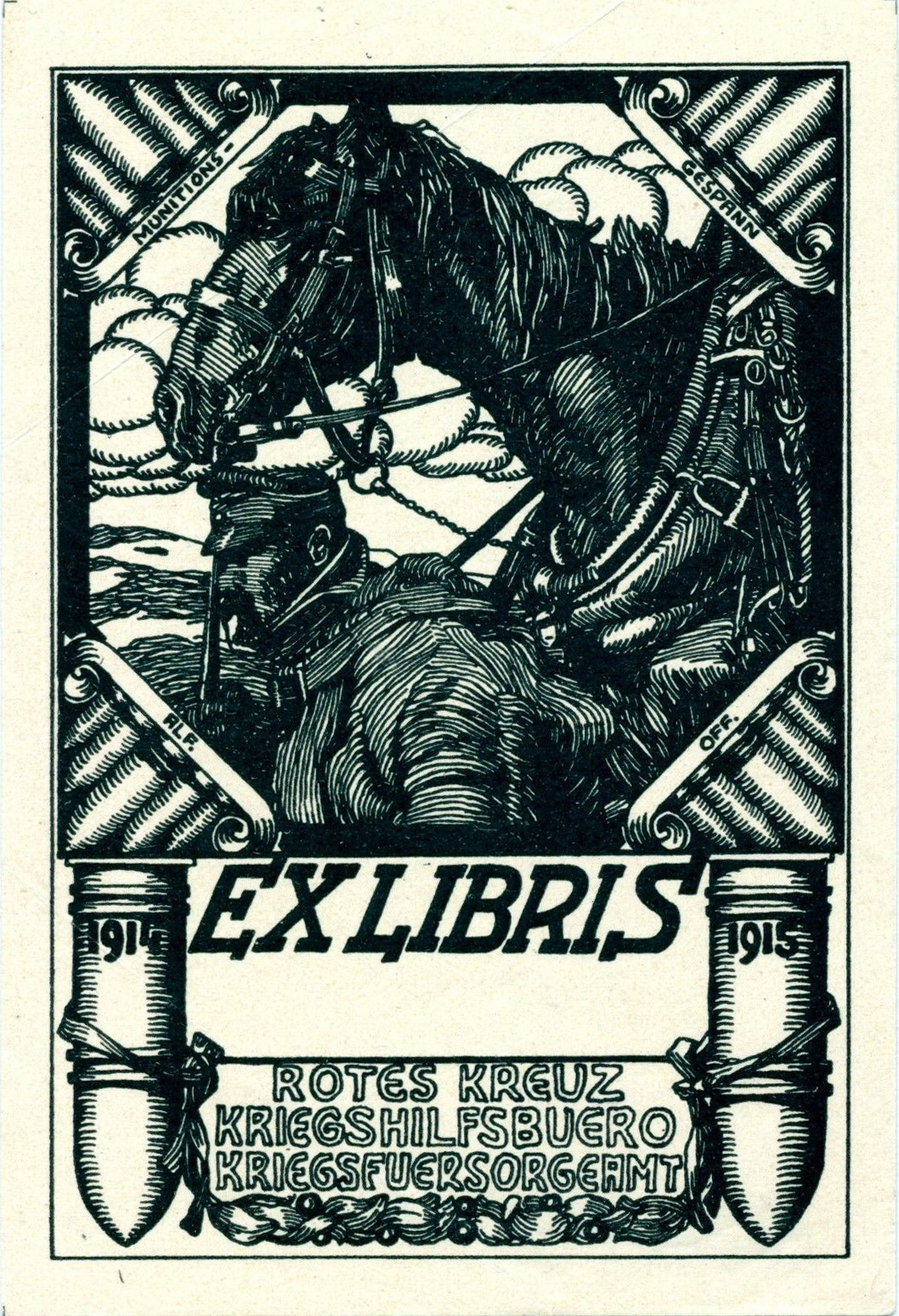